# Laothoe incarnata
Laothoe incarnata är en fjärilsart som beskrevs av Jules Leon Austaut 1880. Laothoe incarnata ingår i släktet Laothoe och familjen svärmare. Inga underarter finns listade i Catalogue of Life.